# Ramón Castilla (Metropolitano)
La estación Ramón Castilla es una estación intermedia del Metropolitano en la ciudad de Lima. Está ubicada en la intersección de la avenida Emancipación con la Plaza Ramón Castilla en el Cercado de Lima.

## Características
La estación está en superficie, tiene tres plataformas para embarque de pasajeros y dos ingresos en ambos extremos accesibles para personas con movilidad reducida. Dispone de máquinas de autoservicio y taquilla para la compra y recarga de tarjetas.
Próximo a la estación se ubica la plaza que da nombre a la estación, la alameda Las Malvinas y una amplia variedad de establecimientos comerciales.

## Servicios
La estación es atendida por los siguientes servicios:
| Servicio troncal | Indicador  | Lunes a viernes                          | Lunes a viernes                          | Sábado                                   | Domingo                                  |
| Servicio troncal | Indicador  | Norte a Sur                              | Sur a Norte                              | Sábado                                   | Domingo                                  |
| ---------------- | ---------- | ---------------------------------------- | ---------------------------------------- | ---------------------------------------- | ---------------------------------------- |
| Regular          | Regular A  | 05:00 - 23:00                            | 05:00 - 23:00                            | 05:00 - 23:00                            | 05:00 - 22:00                            |
| Regular          | Regular C  | 05:00 - 23:00 (Estación final e inicial) | 05:00 - 23:00 (Estación final e inicial) | 05:00 - 23:00 (Estación final e inicial) | 05:00 - 22:00 (Estación final e inicial) |
| Expreso          | Expreso 10 | 06:00 - 09:00                            | Sin Servicio                             | Sin Servicio                             | Sin Servicio                             |
| Expreso          | Lechucero  | 23:30 - 04:00 (solo viernes y sábado)    | 23:30 - 04:00 (solo viernes y sábado)    | 23:30 - 04:00 (solo viernes y sábado)    | Sin Servicio                             |